# Xylopia ferruginea
Xylopia ferruginea är en kirimojaväxtart som först beskrevs av Joseph Dalton Hooker och Thomas Thomson, och fick sitt nu gällande namn av Joseph Dalton Hooker och Thomas Thomson. Xylopia ferruginea ingår i släktet Xylopia och familjen kirimojaväxter. Utöver nominatformen finns också underarten X. f. .X. f. oxyantha.